# Камус, Паула
Паула Камус Аморос (исп. Paula Camús Amorós; род. 12 февраля 2002, Мадрид) — испанская ватерполистка, игрок сборной Испании. Олимпийская чемпионка 2024 года, чемпионка Европы 2022 года, призёр чемпионатов мира и Европы.

## Карьера
С 2019 года привлекалась в первую сборную Испании. В 2022 году была приглашена на первый для себя крупный турнир, на чемпионат Европы в Хорватию, где в составе Испании стала чемпионкой. В финале были обыграны гречанки со счётом 9:6.
На чемпионате мира 2023 года в Фукуоке сборная Испании, в составе которой играла Камус, завоевала серебряные медали, уступив в финале сборной Нидерландов в серии послематчевых штрафных бросков.
Зимой 2024 года испанская сборная стала второй на чемпионате Европы в Эйндховене, в составе команды была Паула. В Дохе на чемпионате мира испанки, в составе которых играла Камус, завоевали бронзовые медали.
Камус была включена в олимпийскую сборную для участия в Играх 2024 года в Париже, где испанки одержали победу, став олимпийскими чемпионками. В финале против Австралии её команда праздновала успех со счётом 11:9.